# 팀 웰링턴 FC
팀 웰링턴 FC(영어: Team Wellington Football Club)는 뉴질랜드의 수도 웰링턴을 연고로 하는 축구단이다.

## 역사
팀 웰링턴 FC는 2004년 뉴질랜드 풋볼 챔피언십에 참가하기 위해서 웰링턴 클럽 컨소시엄에 의해 결성되었다. 유니폼은 웰링턴 지역의 기본 스포츠 색상을 활용하여 검정색 반바지에 노란색을 사용했다.
NZFC의 출범 시즌(2004/2005)에 구단은 기대 이하의 성적인 6위를 기록했다. 다음 시즌에는 전 시즌보다 조금 향상된 4위로 시즌을 마감했다.
2007년 호주 A리그는 프렌차이즈 구단인 웰링턴 피닉스를 웰링턴에 두었다. 피닉스와 빠르게 팀 웰링턴은 이후 전략적 제휴를 맺었다. 팀 웰링턴의 새 감독인 스튜 제이콥스는 기존의 역할을 유지하면서 피닉스의 보조 코치로 고용되었다. 팀 웰링턴은 또한 노란색을 강조 색상으로 사용하면서 피닉스와 유사한 검정색 스트립으로 키트를 변경했다.
이후 팀 웰링턴은 대회 기록인 5연승으로 2007/08 시즌을 시작했다. 이러한 기록은 12월 15일 오클랜드 시티 FC와의 1-1 무승부로 마무리 되었다. 시즌은 3위로 마쳤으며 2위 오클랜드 시티와의 결승에 진출했다. 웰링턴 팀은 연장전에서 오클랜드 시티를 4-3으로 이겨 그랜드 파이널에 진출했지만 와이타케레 유나이티드에게 2-0으로 패했다.
2015년 4월 21일, 팀 웰링턴은 대회 첫 출전에 2014–15 OFC 챔피언스 리그 결승에 진출했다. 연장전 끝에 1-1 무승부를 기록한 4월 26일 결승전에서 디펜딩 챔피언 오클랜드 시티에게 승부차기 끝에 패했다.
2016-2017 시즌을 앞두고 호세 피게이라는 2016년 7월 1일 팀 웰링턴에서 감독직을 맡았다.
정규 시즌을 3위로 마친 후 준결승에서 혹스베이 유나이티드를 꺾고 QBE 스타디움에서 열린 결승전에서 오클랜드 시티 4-2로 꺾고 2016년 3월, 팀 웰링턴은 최초의 ISPS 한다 프리미어십 타이틀을 획득했다.
팀 웰링턴 FC는 2017년 4월 QBE 스타디움에서 열린 그랜드 파이널에서 오클랜드 시티 2-1로 꺾기 전에 준결승에서 6-6 무승부를 거둔 후 승부차기에서 와이타케레 유나이티드를 꺾고 연속 리그 우승을 차지했다.
팀 웰링턴 FC는 2017-2018 OFC 챔피언스 리그에서 오클랜드와의 치열한 준결승전에서 승리했다.
이후 결승에서도 승리하여 팀 웰링턴 FC는 챔피언 타이틀을 얻었고 2018년 12월 UAE에서 개최되는 2018 FIFA 클럽 월드컵에 참가할 수 있게 되었다
2018년 12월 12일, 팀 웰링턴 FC는 2018년 FIFA 클럽 월드컵에서 이후 준우승을 차지하게 될 알 아인 FC과의 첫 번째이자 유일한 경기를 치르며 전반전에서 3골을 기록지만 알 아인이 바로 3골을 넣으며 따라잡고 경기를 연장전으로 보낸 후 페널티킥을 얻어내는 등 결국 총 스코어 4-3으로 팀 웰링턴은 대회를 탈락했다.

## 경기장
팀 웰링턴은 미라마의 데이비드 패링턴 파크에서 모든 홈 경기를 치른다. 구장은 뉴질랜드에서 볼 수 있는 전형적인 유형으로 경기장 서쪽에는 약 600명의 관중을 수용할 수 있는 지붕 없는 관람석이 하나 있으며 북서쪽 모서리의 작은 언덕과 동쪽의 나머지 테라스는 경기장 표면에서 1미터 정도 떨어져 있다. 남쪽 끝에는 미라마 스쿨이 있고 클럽하우스는 북쪽 끝에 위치해 있다.
이전에 구단은 5,000명을 수용할 수 있는 뉴타운 파크에서 모든 홈 경기를 치렀었다. 2008년에는 웰링턴 피닉스가 사용하는 경기장 옆에 훈련장이 새로 생겼다.

## 통계 및 기록

### 연도별 기록
| 시즌    | 팀 | 리그 순위 | 결승 출전 여부                  | 결승 순위 |
| ------- | -- | --------- | ------------------------------- | --------- |
| 2004–05 | 8  | 6위       | 미참여                          |           |
| 2005–06 | 8  | 4위       | 플레이오프 진출                 | 3위       |
| 2006–07 | 8  | 5위       | 미참여                          |           |
| 2007–08 | 8  | 3위       | 플레이오프 진출                 | 준우승    |
| 2008–09 | 8  | 4위       | 플레이오프 진출                 | 4위       |
| 2009–10 | 8  | 3위       | 플레이오프 진출                 | 3위       |
| 2010–11 | 8  | 3위       | 플레이오프 진출                 | 4위       |
| 2011–12 | 8  | 4위       | 플레이오프 진출                 | 준우승    |
| 2012–13 | 8  | 5위       | 미참여                          |           |
| 2013–14 | 8  | 2위       | 플레이오프 진출                 | 준우승    |
| 2014–15 | 9  | 2위       | 플레이오프 진출                 | 3위       |
| 2015–16 | 8  | 3위       | 플레이오프 진출                 | 1위       |
| 2016–17 | 10 | 2위       | 플레이오프 진출                 | 1위       |
| 2017–18 | 10 | 2위       | 플레이오프 진출                 | 준우승    |
| 2018–19 | 10 | 4위       | 플레이오프 진출                 | 준우승    |
| 2019–20 | 10 | 2위       | Covid-19로 인해 플레이오프 없음 |           |
| 2020–21 | 10 | 2위       | 플레이오프 진출                 | 1위       |

### 시즌 요약
| 시즌    | 순위 | 승 | 패 | 무 | GF | GA | GD  | PTS |
| ------- | ---- | -- | -- | -- | -- | -- | --- | --- |
| 2004–05 | 6    | 5  | 8  | 8  | 35 | 40 | -5  | 23  |
| 2005–06 | 4    | 8  | 4  | 9  | 43 | 53 | -10 | 28  |
| 2006–07 | 5    | 7  | 6  | 8  | 37 | 34 | +3  | 27  |
| 2007–08 | 3    | 15 | 2  | 4  | 51 | 21 | +30 | 27  |
| 2008–09 | 4    | 7  | 2  | 5  | 28 | 28 | 0   | 23  |
| 2009–10 | 3    | 7  | 0  | 7  | 22 | 24 | -2  | 21  |
| 2015–16 | 3    | 8  | 3  | 3  | 36 | 21 | +15 | 27  |
| 2016–17 | 2    | 11 | 3  | 4  | 51 | 32 | +19 | 36  |
| 2017–18 | 2    | 11 | 4  | 3  | 39 | 20 | +19 | 37  |
| 2018–19 | 4    | 10 | 4  | 4  | 43 | 25 | +18 | 34  |
| 2019–20 | 2    | 10 | 4  | 2  | 36 | 15 | +21 | 34  |
| 2020–21 | 2    | 7  | 5  | 2  | 35 | 21 | +14 | 26  |

## 대회 기록
- 뉴질랜드 풋볼 챔피언십

우승 2회 ●: (2016, 2017, 2021)
- OFC 챔피언스리그

우승 1회 ●: (2018)

준우승 3회 ●: (2014-15, 2016, 2017)
- 화이트 리본 컵

우승 1회 ●: (2012)
- 채텀 컵

우승 2회 ●: (2014, 2017)